# Lujo Tončić-Sorinj

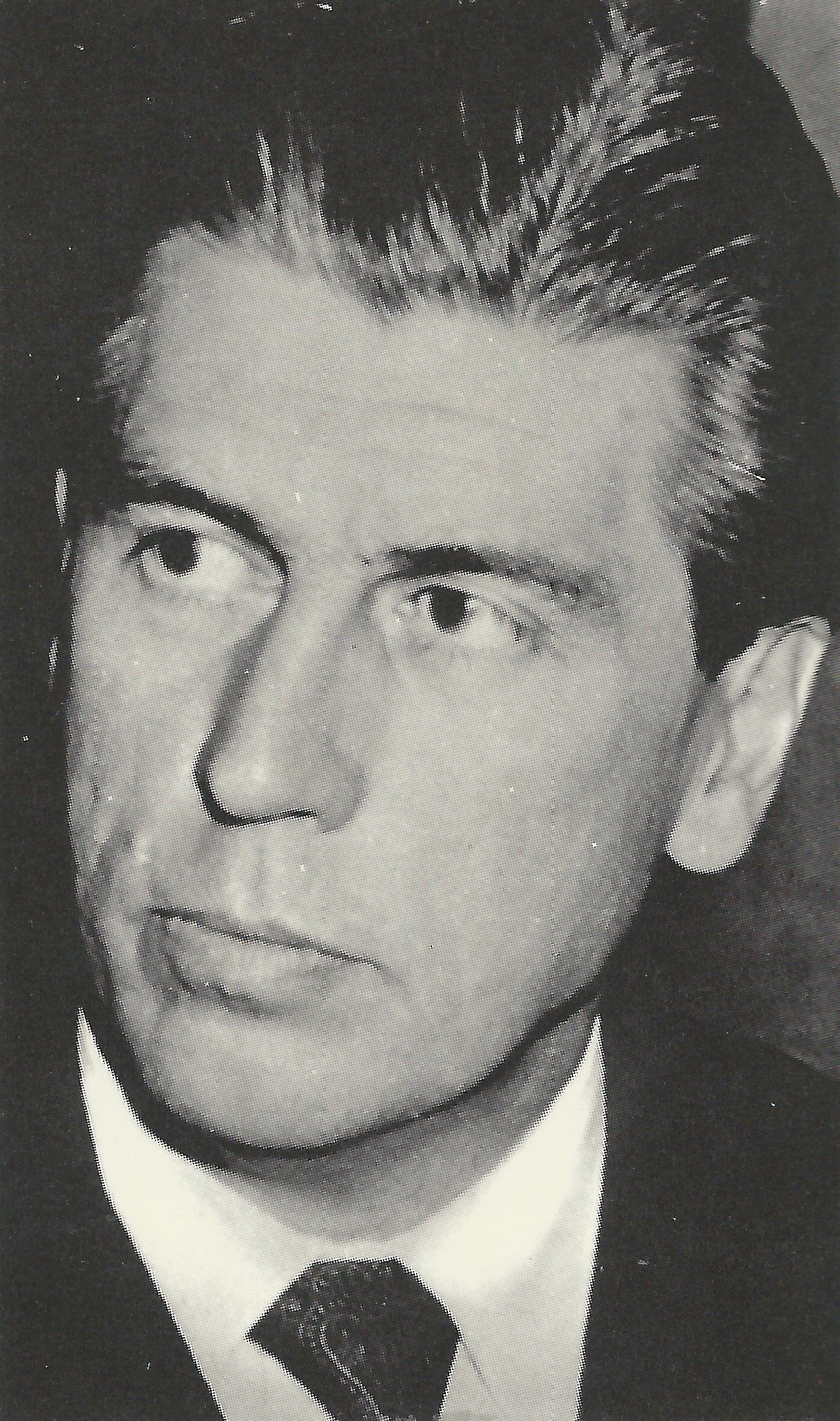
Lujo Tončić-Sorinj (1960)

Lujo Tončić-Sorinj (* 12. April 1915 in Wien; † 20. Mai 2005 in Salzburg) war ein österreichischer Diplomat und Politiker (ÖVP). Von 1966 bis 1968 war er österreichischer Außenminister und von 1969 bis 1974 Generalsekretär des Europarates.

## Leben
Lujo Tončić-Sorinj war ein Enkel des 1911 als „Edler von Sorinj“ geadelten Josip Tončić, der stellvertretender k.u.k. Statthalter in Dalmatien gewesen war. Nach dem Untergang der österreichisch-ungarischen Monarchie ging der Familie mit dem Adelsaufhebungsgesetz 1919 die Nobilitierung wieder verloren. Der Vater von Lujo Tončić-Sorinj war Konsul in Dschidda (Jeddah), sein Großvater mütterlicherseits war Adolf Ritter von Plason de la Woestyne, Hof- und Ministerialrat im k.u.k. Außenministerium.
Lujo Tončić-Sorinj besuchte ein Humanistisches Gymnasium in Salzburg. Nach seinem Studium der Rechte, der Philosophie und der Geschichte der Slawistik an der Universität Wien und der Universität Zagreb unterrichtete er während des Zweiten Weltkrieges Sprachen in der Luftnachrichtentruppe der deutschen Wehrmacht.
Ab 1945 war Tončić-Sorinj Leiter der Politischen Abteilung des Österreichischen Instituts für Wirtschaft und Politik in Salzburg, Mitglied der österreichischen UNESCO-Kommission und der österreichischen Delegation zur Beratenden Versammlung des Europarats. Vom 8. November 1949 bis zum 5. Juni 1966 war er für die ÖVP Abgeordneter zum Nationalrat, vom 19. April 1966 bis zum 19. Jänner 1968 Außenminister in der ÖVP-Regierung unter Kanzler Josef Klaus. In seiner Ägide wurde das Südtirol-Paket inhaltlich konzipiert und ausgehandelt. Mit der von ihm in intensiven Verhandlungen erzielten Ausweitung von 90 auf 136 Kompetenzen für die Südtiroler Landesregierung („Paket“) sowie durch die Etablierung eines auch von Italien akzeptierten sog. „Operationskalenders“ zur Umsetzung und Garantie dieser Zusagen gilt Tončić-Sorinj als Vater der Autonomielösung für Südtirol. Auf Basis seiner Arbeiten wurde unter seinem Nachfolger, Außenminister Kurt Waldheim, der Lösungsweg für Südtirol konsequent und erfolgreich zu Ende gegangen.
Zu weiteren Schwerpunkten seiner Arbeit zählt der Ausbau der multilateralen Beziehungen Österreichs zum Europarat und zu den Vereinten Nationen (unter anderem im Wege der Ansiedlung der UNO-Organisationen UNIDO und IAEO in Wien), die Ausarbeitung neuer Grundlinien der österreichischen Außenpolitik gegenüber den Donauländern, die Stärkung der Beziehungen zu den vier Signatarmächten des österreichischen Staatsvertrages sowie den österreichischen Nachbarstaaten, insbesondere ČSSR und Jugoslawien, sowie die Ausarbeitung neuer Richtlinien der österreichischen Politik gegenüber dem Nahen und Fernen Osten, Lateinamerika und Afrika.
Von 1969 bis 1974 bekleidete Tončić-Sorinj das Amt des Generalsekretärs des Europarats.
Einen wichtigen Beitrag für die Anerkennung der Unabhängigkeit Kroatiens leistete Tončić-Sorinj ab Juni 1990 durch Vertretung der Kroatischen Regierung in Europa und gegenüber der Europäischen Institutionen.
1992 beantragte er „aus Verbundenheit mit Dalmatien“ die kroatische Staatsbürgerschaft. Eine nach damaliger Rechtslage durchaus übliche Genehmigung einer Doppelstaatsbürgerschaft wurde ihm jedoch von der damaligen Regierung nach einiger Zeit verwehrt, wodurch er die österreichische Staatsbürgerschaft und seine Pension verlieren sollte. Nachdem er Dokumente vorgelegt hatte, welche die Unrechtmäßigkeit der erworbenen kroatischen Staatsbürgerschaft bewiesen, konnte Lujo Tončić-Sorinj Österreicher bleiben.

## Würdigung
„Tončić-Sorinj [war mir] Leit- und Vorbild [...]. Auf Grund seiner familiären Abstammung und seiner Ausbildung in Wien, Zagreb und Paris hat er Europa stets in seiner Gesamtheit gesehen und diese Gesamtheit auch gelebt.“

## Werke
- 1982: Erfüllte Träume. Kroatien. Österreich. Europa., Amalthea Verlag, Wien
- 1988: Albanien. Grösse und Tragik der Skipedaren., Knoth Verlag, Melle
- 1991: Am Abgrund vorbei. Die Überwindung der Katastrophen des 20. Jahrhunderts., Julius Raab Stiftung für Forschung und Bildung und Politische Akademie, Wien
- 1998: Usamljena borba Hrvatske: Od pobjede jezika do pobjede oružja, Hrvatska sveucilisna naklada/Hrvatski institut za povijest, Zagreb
- 2002: Die Welt der Kroaten am Beginn des dritten Jahrtausends, Verlagsbuchhandlung Ulricke Šulek, Brühl